# Jan Brandts Buys

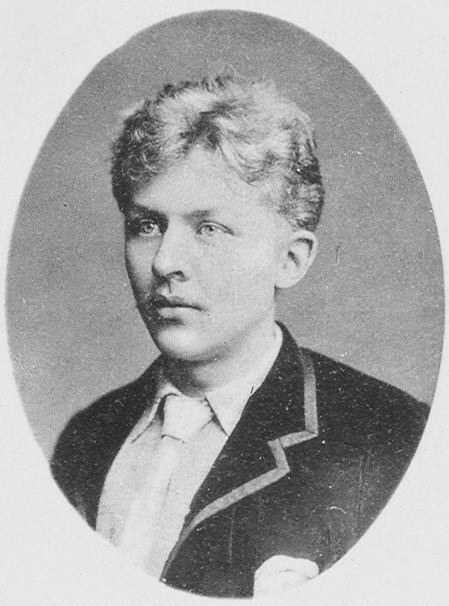
Jan Brandts Buys.

Jan Brandts Buys, född 12 september 1868 i Zutphen, död 7 december 1933 i Salzburg, var en nederländsk tonsättare.
Brandt Buys utbildades i Frankfurt, och levde senare i Wien, Bozen och Adria. Han väckte 1897 uppmärksamhet med en pianokonsert, och skrev därefter en rad operor, pianoverk, kammarmusik och orkesterverk. Mest känd är hans grotska opera Mannen i månen (1922).